# Budd-Chiarijev sindrom
Budd–Chiarijev sindrom jest klinička slika uzrokovana trombozom jetrenih vena od razine jetrenih venula, sve do mjesta utoka donje šuplje vene u desni atrij. 
Sindrom se obično prezentira klasičnim trijasom simptoma: abdominalna bol, ascites te hepatomegalija. Ovaj sindrom može biti fulminantan, akutan, kroničan, te asimptomatičan. Njegova incidencija je jedan slučaj na milijun osoba te se češće javlja u žena. U oko 10-20% slučajeva nalazi se i tromboza portalne vene (v. portae) Opstrukcija krvnog protoka kroz jetru uzrokovana zatajenjem desne polovice srca (sindrom opstrukcije sinusoida - SOS) poznata i pod nazivom venookluzivne bolesti ne spada u pojam Budd-Chiarijevog sindroma

## Znakovi i simptomi
Akutni sindrom se obično očituje brzo progresivnom boli u gornjem dijelu abdomena, pogotovo ispod desnog rebrenog luka. Također se mogu pojaviti Žutica, hepatomegalija (povećana jetra), ascites, povišenje jetrenih enzima, te encefalopatija. 
Fulminantni oblik sindroma se očituje vrlo brzo, encefalopatijom i ascitesom. Također se može razviti masivna jetrena nekroza te mliječna acidoza. Budući da je stražnji režanj jetre, lat. lobus caudatus, jedini dio jetre čije se venule ulijevaju neposredno u donju šuplju venu, često dolazi do njegove kompenzatorne hipertrofije, a takav povećani, hipertrofični režanj može dodatno pritiskati na donju šuplju venu i dovesti do pogoršanja već postojeće venske kongestije Ipak u većine bolesnika, BCS je sporo progresivan zbog čega ne mora postojati bol, več se simptomi očituju kasnije što otežava postavljanje dijagnoze. 
Kako bi krv, unatoč okluziji mogla nastaviti cirkulirati, može doći do stvaranja venskih kolaterala. One se na slikovnim prikazima vide u obliku “paukove mreže”. Bolest može napredovati sve do zatajenja jetre, a kao posljedica se može razviti cirozom.
Slučajno otkriće asimptomatskog, tihog oblika ne mora nužno biti zabrinjavajuće.

## Uzroci
- U oko 50% bolesnika uzrok ostaje nepoznat
- U 75% slučajeva sindrom je primaran, uzrokovan trombozom jetrene vene
- U 25% slučajeva radi se o sekundarnom obliku, najčešće nastalog zbog pritiska na jetrenu venu izvana, najčešće tumorom)
- Po učestalosti, tromboza jetrene vene udružena je sa sljedećim bolestima:

a) policitemijom verom
b) trudnoćom
c) stanjem nakon porođaja
d) korištenjem oralnih kontraceptiva
e) paroksizmalnom noćnom hemoglobinurijom
f) hepatocelularnim karcinomom jetre
g) infekcijama kao što je tuberkuloza
h) kongenitalnim venskim malformacijama
i) stenozom donje šuplje vene
Bolesnici u anamnezi često imaju sklonost trombozama, premda Budd–Chiarijev sindrom može biti prvi simptom te sklonosti. Primjeri takve genske sklonosti su deficit proteina C, deficit proteina S, Faktor V – Leiden mutacija, nasljedni manjak protrombina (mutacija G20210A). 
Važan negenski rizični faktor za trombozu je i korištenje kontracepcije, u vidu oralnih kontraceptiva koji sadrže estrogen, te kombinacije estrogena s ostalim hormonima. Stanja s povećanim rizikom za Budd-Chiarijev sindrom su i antifosfolipidni sindrom, aspergiloza,  Behçetova bolest, trudnoća, fizička trauma te neki lijekovi, kao sto je dakarbazin, lijek koji je koristi kao kemoterapeutik, i spada u skupini alkilirajućih agensa. 
Kod mnogih se bolesnika Budd-Chiarijev sindrom javlja kao komplikacija policitemije rubre vere, mijeloproliferativne bolesti crvenih krvnih zrnaca, u kojoj dolazi do povećanog stvaranja eritrocita, te posljedične hiperviskoznosti krvi.
U usporedbi s nekim oblicima trombofilija i bolesnici koji boluju od paroksizmalne noćne hemoglobinurije (PNH) pokazuju veći rizik za razvoj tromboza, a pogotovo Budd-Chiarijeva sindroma. a 12% dobije Budd-Chiarijev sindrom.
Nakon presađivanja koštane srži, može, kao posljedica liječenja, doći do nastanka tromboza, no premda je mehanizam nastanka sličan, ova se komplikacije ne ubraja u BCS, već u venookluzivnu bolest. Venookluzivnu bolest mogu uzrokovati i određene tvari poput alkaloida iz biljaka, pogotovo pirolizidonskih, koji se mogu naći u oko 3% svjetskih biljaka. Ti su alkaloidi dokazani uzročnici hepatotoksičnosti te veno-okluzivne bolesti, a nalaze se u biljkama kao sto su: gavez (Symphytum officinale), podbijel (Tussilago Farfara), te mnoge ostale iz roda  Boraginaceae.

## Patofiziologija
Opstrukcija dovodi retrogradno do povišenja tlaka u jetrenim sinusoidama, te u portalnoj veni. Povećani tlak u sustavu portalne vene dovodi do: 
1.) izlaska plazme iz vena (transudacije) s postupnim nastankom ascitesa, tj. nakupljanja slobodne tekućine u abdomenu;
2.) otvaranja kolateralnih venskih puteva, tj. otvaranja shuntova, pri čemu krv kola alternativnim putevima, izbjegavajući prolaz kroz jetru. Kolaterale se otvaraju u jednjaku, oko želuca, oko rektuma, te na koži trbuha, stvarajući karakteristični izgled nalik na glavu mitske Meduze, po tome zvan caput medusae. Opstrukcija također uzrokuje centrolobularnu nekrozu te promjene u jetrenom tkivu zbog ishemije. Ako ovo stanje potraje moze doći do stvaranja vezivnog tkiva oko centralnih vena jetrenih režnjića i ciroze. Na prerezima, takva jetra na presjeku ima karakterističan izgled poput muškatnog oraščića. Također može doći do hepatorenalnog sindroma, uzrok kojeg je smanjena količina tekućine u organizmu, zbog nastanka ascitesa, i zbog posljedične aktivacije reninsko-angiotenzinskog sustava koji dovodi do pojačanog zadržavanja natrija i vode u organizmu.

## Dijagnoza
Pri sumnji na Budd-Chiarijev sindrom, obavezno je učiniti krvne pretrage, kao što je određivanje razine jetrenih enzima (AST, ALT, GGT, LDH, ALP), te određivanje razine (kreatinina, urea i elektroliti)a.
Budd-Chiarijev sindrom najčešće se dijagnosticira pregledom abdomena pomoću ultrazvuka te retrogradnom angiografijom. Ultrazvukom se mogu prikazati opstrukcije jetrenih vena, tromboze, stenoze, te novonastali kolateralni krvotok. Računalna tomografija(CT) ili magnetska rezonancija (MR) katkad se koriste, iako ove metode nemaju toliku osjetljivost kao što to ima ultrazvuk. Biopsija jetre nespecifična je pretraga, ali ponekad potrebna kako bi se utvrdila razlika između BCS-a i drugih uzroka hepatomegalije i ascitesa, kao što su galaktozemija ili Reyeov sindrom.

## Liječenje
Manji broj pacijenata može se liječiti smanjenjem unosa natrija, diureticima kako bi smanjilo stvaranje ascitesa, antikoagulansima kao što su heparin i varfarin, kako bi se spriječila daljnja tromboza i lizirali (rastopili) trombi, te simptomatskim liječenjem. U većini slučajeva potrebni su dodatni terapijski postupci. Blaže oblike Budd-Chiarijeva sindroma može se liječiti ugrađivanjem kirurških shuntova (porto - kavalni shunt) kako bi skrenuli tok krvi oko opstrukcije, ili same jetre. Za postizanje najboljih rezultata, shuntovi se moraju postaviti odmah po postavljanju dijagnoze.
Transjugularni intrahepatički portosistemni shunt sličan je kirurškom shuntu, učinak mu je isti kao i kod kirurškog shunta, ali ima niži stupanj mortaliteta povezan s operacijom - što je bitan čimbenik u porastu njegove popularnosti i korištenja. Pacijentima sa stenozom ili opstrukcijom donje šuplje vene angioplastika - ugradnja premosnice može biti od velikog značaja. 
Mali broj istraživanja obrađuje metodu trombolize s direktnom infuzijom urokinaze i tkivnog aktivatora plazminogena (tPA) u tromboziranu venu. Ta se metoda pokazala uspješnom u liječenju BCS-a, ali ipak nije rutinski primjenjivana. Za liječenje BCS-a uspješnom se pokazalo presađivanje jetre. U većini slučajeva izvodila se samo kod pacijenata s fulminantnim jetrenim zatajenjem, zatajenjem shuntova, ili progresijom ciroze jetre s prognozom preživljenja do godinu dana. 
Dugoročno preživljenje nakon presađivanja jetre iznosi od 69 - 87%. Najčešće su komplikacije nakon ovog zahvata su odbacivanje presatka (transplatata), arterijske ili venske tromboze, te krvarenje kao komplikacija antikoagulantne terapije. U do 10% bolesnika nakon presađivanja jetre dolazi do recidiva BCS-a.

## Prognoza
Niz istraživanja bavio se predviđanjem stope preživljenja kod pacijenata s Budd-Chiarijevim sindromom. U većini slučajeva, skoro ⅔ pacijenata s Budd-Chiarijevim sindromom preživjelo je više od deset godina. 
Važni negativni prognostički čimbenici su pojava ascitesa, hepatične encefalopatije, a prognostički negativan pokazatelj je i Child-Pugh klasifikacija, povišeno protrombinsko vrijeme (PV) te promijenjene razine natrija, kreatinina, razine serumskog albumina, te bilirubina u krvi. Postotak preživljenja ponajprije je usko povezan s uzrokom Budd-Chiarijeva sindroma.

## Eponim
Sindrom je ime dobio prema Georgeu Buddu koji je bio britanski liječnik, te prema Hansu Chiariju, austrijskom patologu.